# Henry Hopper
Henry Lee Hopper (ur. 11 września 1990 w Los Angeles) – amerykański aktor filmowy.

## Życiorys

### Wczesne lata
Urodził się w Los Angeles jako syn popularnego amerykańskiego aktora Dennisa Hoppera (1936–2010) i jego czwartej żony, Katherine LaNasy. W 1992 roku, kiedy miał dwa lata, jego rodzice rozwiedli się. Sześć lat potem, matka ponownie wyszła za mąż za komika Frencha Stewarta. Ze związków jego ojca miał przyrodnie siostry: Marin (ur. 1962) ze związku z Brooke Hayward, Ruthannę (ur. 1974) ze związku z Darią Halprin i Galen Grier (ur. 2003).

### Kariera
W wieku 14 lat zaczął pobierać lekcje aktorstwa w Lee Strasberg Theatre and Film Institute, jednak bynajmniej nie z chęci do grania. Mówił, że „musiał coś ze sobą zrobić, bo był na prostej drodze, żeby skończyć jak dzieciak z problemami”. Później studiował rysunek i rzeźbiarstwo na California Institute of the Arts, jednak porzucił szkołę w wieku 18 lat i wyjechał do Berlina, gdzie przez pewien czas przebywał, malując.
Pod koniec 2009 roku miały miejsce zdjęcia do filmu Restless. Hopper wcielił się w Enocha, postać pierwszoplanową. Był to jego debiut w fabularnym filmie aktorskim. Mniej więcej sześć miesięcy później na raka zmarł jego ojciec, Dennis, który jednak zdążył obejrzeć Restless na specjalnym, prywatnym pokazie zorganizowanym przez reżysera Gusa Van Santa.

## Filmografia
- 1996: Kiss & Tell jako Henry / Quinn / syn Molly
- 2011: Rebel (film krótkometrażowy)
- 2011: Restless (Niespokojni) jako Enoch Brae
- 2012: Smoła (The Color of Time) jako C.K. Williams
- 2012: Kurt (film krótkometrażowy) jako Kurt Cobain
- 2013: Plant Hunter (film krótkometrażowy) jako Tree
- 2014: The Fly Room jako Arthur
- 2015: Yosemite jako Henry
- 2017: Nie wracaj z księżyca (Don't Come Back from the Moon) jako Ray